# Handog
Handog är en by cirka 8 kilometer öster om Lit i Lits distrikt (Lits socken) i Östersunds kommun. Byn ligger längs med norra sidan av Indalsälven.
Grannbyn i väster heter Skickja och vattendraget Örån utgör gräns mellan de två byarna. Byn består av jord- och skogsbruksfastigheter, men idag finns ingen verksam djurbonde kvar. Vid klart väder kan Åreskutans topp ses från byn som har vacker utsikt över älven. Handog består av cirka 40 innevånare.
Varje sommar arrangeras en 12 timmars tävling i allehanda grenar inklusive fiske. En tradition sedan tidigt 80-tal
Föreninghuset i byn utgör en centralpunkt där många fester och arrangemang hållits. Huset härrör från nykterhetslogen under början av 1900-talet. 